# Choroní
Choroní é um povo costeiro no extremo norte do município Girardot, estado de Aragua, na Venezuela. Localizada no sopé da Cordilheira da Costa, que acrescenta as características naturais únicas da faixa costeira do Parque Nacional Henri Pittier. Sua população aproximadamente é de 5.000 habitantes e uma população flutuante de cerca de um milhão. Suas principais atividades econômicas estão ligadas à pesca, agricultura e turismo de cacau, que tem crescido em importância na última década. A palavra "Choroní" provim do nome dos indígenas que habitavam a área ocupada pela freguesia do mesmo nome.

## História
A vila de Choroní foi fundada em 1616, no período colonial, questão refletido predominante na arquitetura colonial. Para 1616 houve em Choroni uma doutrina indígena com a sua igreja a cargo do Frei Pedro Buitriago e muito dos índios confiados ao capitão Diego de Ovalle, tinham estabelecido suas casas ao redor do templo, em 1622 a aldeia é formalizada como um povo baixo o título e nome de "San Francisco de Paula" pelo juiz, tenente Don Pedro Gutiérrez eo padre vigário Gabriel Mendoza. Eventualmente, a vila é renomeada para "Santa Clara de Assis" e, em 1964, leva o nome de "Santa Clara Vale Choroní", sendo conhecido como Choroní. 
Em 1816, Simón Bolívar se reuniu com o general Choroní Gregor McGregor, General Carlos Soublette, que mais tarde se tornou presidente da Venezuela, Manuel Carlos Piar oficial, Santiago Mariño; Jose Antonio Anzoategui e Ambrosio Plaza, heróis de Boyacá; Bartolomé Salom, herói de El Callao e Diego Bautista Urbanski. O padre José Félix Sosa, signatário da Lei da Declaração de Independência da Venezuela, teve sua casa em Choroni. Por esse tempo, Choroní era porto pesqueiro habitado por aristócratas, ricos proprietários que viviam em casas espaçosas e confortáveis, teve um pequeno cais que foi designado para a exportação de cacau, café e outros produtos agrícolas, apelidado de "El Portete". O cacau de Choroni competia com o de Chuao, e segundo Mario Briceño Iragorry aponta em sua "Casa León y su Tiempo", as famílias de Caracas o tinham na mais alta estima por seu sabor agradável e aroma delicioso. 
Em Choroní nasciu a Mãe Maria de São José (Choroní, 25 de abril de 1875 - Maracay, 02 de abril de 1967) foi uma religiosa venezuelana, considerada abençoado pela Igreja Católica.

### Turismo
Neste passeio do passado colonial da Venezuela são adicionados praias adjacentes a Puerto Colombia, outra vila que fica a 3 km. de Choroní. Playa Grande, a poucos metros do Puerto Colombia é um belo litoral de cerca de 1 km de comprimento, banhada pelo Mar do Caribe. A praia, e um vasto coqueiral, é limitada pela queda montanhas para o mar.
Durante o dia, os vendedores ambulantes circulam nas praias, com todos os tipos de bebidas, alimentos e artigos de praia para oferecer aos visitantes da mesma.